# 松竹梅酒造
松竹梅酒造株式会社（しょうちくばいしゅぞう）は、兵庫県西宮市浜町に本社を置く酒造メーカー。清酒ブランド『灘一(なだいち)』を製造販売する酒蔵である。かつては宝酒造の傘下にあったが、現在は独立して活動している。

## 沿革
- 1884年（明治17年）10月 - 井上信次郎、魚崎郷にて個人経営で酒造業を創業、銘柄は「鶏鼓」・「桔梗政宗」[1]。
- 1924年（大正13年）春 - 「松竹梅」の銘柄誕生[1]。
- 1933年（昭和8年） - 宝酒造、経営困難に陥った井上信次郎を支援するため、松竹梅酒造株式会社を設立[2]。
- 1947年（昭和22年） - 松竹梅酒造が宝酒造系列から独立、「松竹梅」の銘柄は宝酒造に残る[3]。

## 主な商品
- 灘一 純米酒
- 灘一 上撰原酒
- 灘一 上撰